# Il meraviglioso abito color gelato alla panna
Il meraviglioso abito color gelato alla panna (The Wonderful Ice Cream Suit) è un film del 1998 diretto da Stuart Gordon.

## Trama
Gomes è un uomo di mezz'età che accarezza il sogno di comprarsi uno scintillante vestito color panna visto in un negozio in città, ma purtroppo non ha abbastanza soldi. Progetta di dividere la spesa con altre quattro persone che potranno utilizzarlo a turno. Il vestito si rivela dotato di virtù magiche, in grado di realizzare i sogni di chi lo indossa.